# Kenny Berkenbosch
Kenny Berkenbosch (Amsterdam, 17 maart 1985) is een Nederlandse honkballer.
Berkenbosch gooit en werpt rechtshandig en speelt buitenvelder en werper. Op zeventienjarige leeftijd tekende hij een contract bij de Florida Marlins waar hij voor diverse teams van deze organisatie in de Minor League uitkwam als buitenvelder. In zijn derde seizoen in Amerika werd hij ook ingezet als werper. In 2006 verhuisde hij naar de Jamestown Jammers waarvoor hij kort uitkwam. Na zijn terugkeer naar Nederland in 2006 speelde hij voor het Nederlands honkbalteam tijdens de Intercontinental Cup van 2006 en voor HCAW in Bussum. Sinds 2007 komt hij uit voor de Amsterdam Pirates. In dat jaar speelde hij ook voor het Nederlands team tijdens de Europese kampioenschappen en het World Port Tournament.